# Mahdi Fallah
Mahdi Fallah Hamidabadi (pers. مهدی فلاح ; ur. 10 stycznia 1995) – irański zapaśnik walczący w stylu klasycznym. Brązowy medalista Igrzysk Solidarności Islamskiej w 2017, a także wojskowych MŚ z 2017. Trzeci w Pucharze Świata w 2017 roku.